# Gråbröstad skogssångare
Gråbröstad skogssångare (Myiothlypis leucoblephara) är en fågel i familjen skogssångare inom ordningen tättingar.

## Utseende och läte
Gråbröstad skogssångare är en tätting i grått och grönt. Noterbart är en bruten vit ögonring och ett kort vitt ögonbrynsstreck som kontrasterar mot grått huvud och mörkt hjässband. Ryggen är olivgrön, flankerna grå och buken vit. Den liknar vitbrynad skogssångare, men har kortare och inte lika brett ögonbrynsstreck samt mörkare ansikte. Sången består av en melodisk serie med fallande toner.

## Utbredning och systematik
Fågeln förekommer från östra Paraguay till sydöstra Brasilien, Uruguay och nordöstra Argentina. Den behandlas antingen som monotypisk eller delas in i två underarter med följande utbredning:
- Myiothlypis leucoblephara leucoblephara – sydöstra Brasisilien till nordöstra Argentina
- Myiothlypis leucoblephara lemurum – Uruguay

## Levnadssätt
Gråbröstad skogssångare hittas i täta skogar nära vatten. Där födosöker den rastlöst i undervegetationen.

## Status och hot
Arten har ett stort utbredningsområde, men tros minska i antal, dock inte tillräckligt kraftigt för att den ska betraktas som hotad. Internationella naturvårdsunionen IUCN listar arten som livskraftig (LC).